# レディースプラン
レディースプランとは、一般的に、女性のみ受けることのできるとされているサービスのことである。なお、本項では便宜的に女性へのサービス追加を行う所定日を指すレディースデーについても述べる。

## 背景
レディースプランを導入する背景としては、防犯目的や企業の利潤追求などが挙げられる。

### 防犯
女性客の誘致のためにはセキュリティの強化が有効とされ、女性限定のフロア・プランを用意することは安心感を高める効果がある。また、医療分野において、レディースデーを設けることで安心して受診できるように取り組んでいる自治体もある。

### 利潤追求
経済学において、企業が利潤をより大きくするために価格弾力性（価格に対する反応）の異なる消費者ごとに異なる料金を設定することを差別価格と呼ぶ。女性と男性の価格弾力性の違いに応じて価格を最適化することで、企業は利潤の最大化を図ることができる。

## レディースプランが存在する業界
こういったサービス形態は以下のような業態に見られやすい。
- 旅行 - 女性のみを対象としたパッケージツアーや宿泊プランなど[1]。
- 映画（映画館） - レディースデーを設けているところが多い。ただし、近年ではジェンダーレスの浸透により、TOHOシネマズなどレディースデーを廃止して全ての来場者が割引を受けられる日を設ける映画館が増加している[5][6]。
- プロスポーツ - 女性のみを対象とした公式戦の入場料割り引きや特典付きチケット、グッズ等の販売[7][8]。